# 7 sur 7
7 sur 7 est une émission de télévision française diffusée sur TF1 du 12 septembre 1981 au 6 juillet 1997, créée par Jean-Louis Burgat, Erik Gilbert et Frédéric Boulay, et arrêtée en raison de la jurisprudence Anne Sinclair, pour être remplacée par une autre émission hebdomadaire d'actualité générale, confiée à Michel Field.

## Diffusion
D'abord diffusée le mardi à 21 h 30 en seconde partie de soirée, elle est ensuite programmée à partir du 2 janvier 1982 tous les samedis soirs à 22 h 45, puis à partir du 9 janvier 1983 le dimanche soir de 19 heures à 20 heures, avant le journal télévisé.

## Principe
Le principe de l'émission est d'inviter une personnalité française et plus rarement internationale (politique, du monde artistique, des médias, de la médecine, etc) pour commenter les reportages diffusés et l'actualité lors d'une interview menée par le(s) présentateur(s) ou la présentatrice.
La formule de l'émission a toutefois évolué au fil des années :
- Lorsqu'elle est diffusée le mardi en 1981-1982, elle est constituée classiquement d'enquêtes et de reportages.
- Lorsqu'elle est diffusée le samedi soir, après la série Dallas, à un horaire plus tardif et une case plus difficile[4], Jean-Louis Burgat et Frédéric Boulay décident de diffuser les meilleurs reportages de la semaine, comme un résumé de la semaine écoulée, cette nouvelle rubrique est appelée « Le Journal de la semaine ». Ils créent aussi une rubrique appelée « La Télévision des autres » dans laquelle il est présenté la télévision d'un pays étranger.

## Générique
Le titre fait référence aux sept jours de la semaine, dont les noms sont égrenés à l'écran au cours du générique du début (le nom des jours de la semaine apparaît dans le générique jusqu'en 1994). La musique de celui-ci, intitulé Big Green Espace, a été composée par Gérard Gesina et Jean-Claude Pierric. Elle est restée la même pendant 15 ans. Pour la dernière saison (1996-1997), elle est remplacée par une nouvelle composition signée Jean-Charles Daclin et Pierre Adenot,.

Logo de l'émission de 1988 à 1992
Dernier logo de l'émission (1996-1997)

## Présentation
- Jean-Louis Burgat et Erik Gilbert : du 12 septembre 1981 à juin 1984.
- Anne Sinclair et Jean Lanzi en alternance : du 16 septembre 1984 à juin 1987.
- Anne Sinclair en solo : de septembre 1987 au 6 juillet 1997.

### Présentation par Anne Sinclair
Parmi les personnalités qu'Anne Sinclair a reçues dans son émission, on peut citer le journaliste Jean-François Kahn, le survivant de la Shoah, Elie Wiesel, le syndicaliste Henri Krasucki, le professeur Jean-Claude Chermann, Alain Minc, Ibrahim Souss, la ministre Michèle Barzach et, à plusieurs reprises, Patrick Bruel.
Deux fois, Anne Sinclair n’a pas été aux commandes de 7 sur 7 :
- En février 1989, hospitalisée, elle est remplacée par Michèle Cotta, alors directrice de l’information de TF1[réf. nécessaire].
- Le 26 février 1995, Jean-Marie Le Pen, pour la première fois invité à l’émission, est reçu par Gérard Carreyrou. La journaliste a refusé de rencontrer le leader frontiste, et se justifie à l’AFP : « comme le veulent les règles édictées par le Conseil supérieur de l’audiovisuel pour la campagne présidentielle, les principaux candidats doivent avoir accès à 7 sur 7. (...) Or, j’ai estimé que, compte tenu de mes relations personnelles avec Jean-Marie Le Pen, faites notamment de procès successifs, je ne pourrai pas l’interroger sereinement »[1].

## Arrêt
En juin 1997, Anne Sinclair décide d'en arrêter la présentation, créant la Jurisprudence Anne Sinclair, pour ne pas gêner la carrière politique de son mari Dominique Strauss-Kahn nommé ministre dans le gouvernement Jospin mais également parce qu'elle souhaite prévenir tout éventuel futur conflit d'intérêts. L'émission subissait une érosion de sa très forte audience, revenant à 25 %, avec un public jugé vieillissant.
Un dernier numéro spécial est diffusé le 6 juillet 1997, dans lequel Anne Sinclair répond aux questions du directeur de l'information de TF1 Robert Namias. Leur entretien est ponctué par la diffusion d'extraits marquants de l'émission depuis sa création.
En septembre 1997, l'émission est remplacée par Public présentée par Michel Field, puis par 19 heures dimanche présentée par Ruth Elkrief de septembre 1999 à juin 2000. À la rentrée 2000, TF1 décide de renouveler les programmes de cette case en lançant le magazine d'information Sept à huit présenté par Laurence Ferrari et Thomas Hugues.

## Faits marquants
- Le 23 octobre 1983, l'émission reçoit Daniel Balavoine. Directement touché par l'attentat du Drakkar qui a eu lieu le matin même (son frère étant contingent au Liban), il lance sous le coup de l'émotion et de la colère « J'emmerde les anciens combattants », phrase placée au sein d'une diatribe antimilitariste. En effet, il voulait répondre à certains anciens combattants disant vouloir « une bonne guerre » pour former la jeunesse.
- Le 11 mars 1984, Serge Gainsbourg est invité. Celui-ci, voulant montrer aux téléspectateurs ce que représentent les 74 % que l'administration fiscale lui prélève, brûle aux trois quarts et en direct un billet de 500 F (geste qui, dans l'imaginaire populaire, est interdit par la loi, mais selon une jurisprudence de la Cour de cassation ne l'est pas[18]).
- Alors qu'il est le favori des  sondages dans la perspective de l'élection présidentielle de 1995, Jacques Delors annonce, le 11 décembre 1994 en direct dans l'émission, qu'il n'est pas candidat.

## Récompenses
- En 1985, 7 sur 7 reçoit le 7 d'or du meilleur magazine d'actualité ou de débat
- En 1986, Anne Sinclair obtient le 7 d'or du meilleur journaliste ou reporter